# Берлинский парк

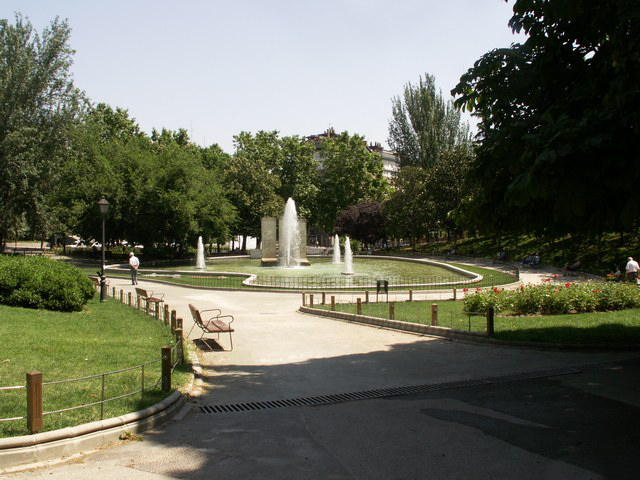
Главный фонтан Берлинского парка с обломками Берлинской стены

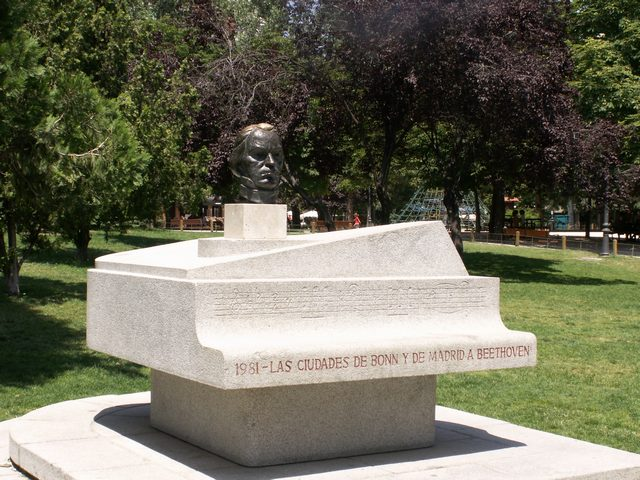
Памятник Людвигу ван Бетховену в Берлинском парке

Берлинский парк (исп. Parque de Berlín) — городской парк в Мадриде площадью в 4,92 га в районе Чамартин, подрайон Сьюдад-Хардин. Открылся 9 ноября 1967 года в присутствии мэра Мадрида Карлоса Ариаса Наварро, посла ФРГ в Испании Гельмута Алларда и делегации заместителей бургомистров округов Берлина. На церемонию открытия был приглашён, но не приехал бывший правящий бургомистр Берлина Вилли Брандт, ставший в 1966 году министром иностранных дел ФРГ.
В мадридском Берлинском парке установлена скульптура медведя, символа Берлина, а также гранитный памятник Людвигу ван Бетховену в виде головы композитора на постаменте-рояле. Главный фонтан парка находится напротив церкви Гваделупской Богоматери в нижней части парка и посвящён сносу Берлинской стены: в 1990 году в фонтан были инкрустированы три её обломка с оригинальными граффити. В верхней части Берлинского парка работает небольшой концертный зал под открытым небом, спортивные и детские площадки.